# Ibai Azanza
Azanza  Burusco est un nom espagnol. Le premier nom de famille, en général paternel, est Azanza ; le second, en général maternel, souvent omis, est Burusco.
Ibai Azanza Burusco, né le 22 février 2004 à Pampelune, est un coureur cycliste espagnol.

## Biographie
Ibai Azanza est originaire de Pampelune. Dans les catégories de jeunes, il participe à des compétitions sur route et sur piste. Il devient notamment champion d'Espagne de la course à l'élimination en 2020 chez les cadets. En 2022, il est sacré champion d'Espagne de la course aux points juniors. Il se distingue également sur route en obtenant huit victoires, dont un titre de champion d'Espagne du contre-la-montre juniors. La même année, il représente son pays aux championnats d'Europe juniors, disputés à Anadia. 
Après ses bons résultats, il est transféré dans la réserve de l'équipe Kern Pharma en 2023. Actif sur le circuit basco-navarrais, il finit deuxième du Mémorial Zunzarren. En 2024, il est sacré champion de Navarre du contre-la-montre. Il termine par ailleurs troisième de la Subida a Gorla, une épreuve réputée pour les jeunes grimpeurs en Espagne. Ces nouvelles performances lui permettent de signer un premier contrat professionnel de deux ans. Il effectuera d'abord un stage chez Kern Pharma, avant d'en intégrer officiellement l'effectif en 2025,.

## Palmarès sur route
- 2021
  - Premio Ayuntamiento de Dicastillo
- 2022
  -  Champion d'Espagne du contre-la-montre juniors
  - Trofeo Lacturale Juniors
  - Lazkao Proba Juniors
  - Memorial M. Oiarzabal
  - Mendatako Sari Nagusia
  - Vuelta a Gipuzkoa Júnior :
    - Classement général
    - 1re et 2e étapes[3]
- 2023
  - 2e du Mémorial Zunzarren
  - 2e du championnat de Navarre du contre-la-montre
- 2024
  - Champion de Navarre du contre-la-montre
  - 3e de la Subida a Gorla

## Palmarès sur piste

### Championnats nationaux
- 2020
  -  Champion d'Espagne de l'élimination cadets
  - 2e du championnat d'Espagne de course aux points cadets
- 2022
  -  Champion d'Espagne de course aux points juniors
  - 3e du championnat d'Espagne du scratch juniors